# Vousák andský

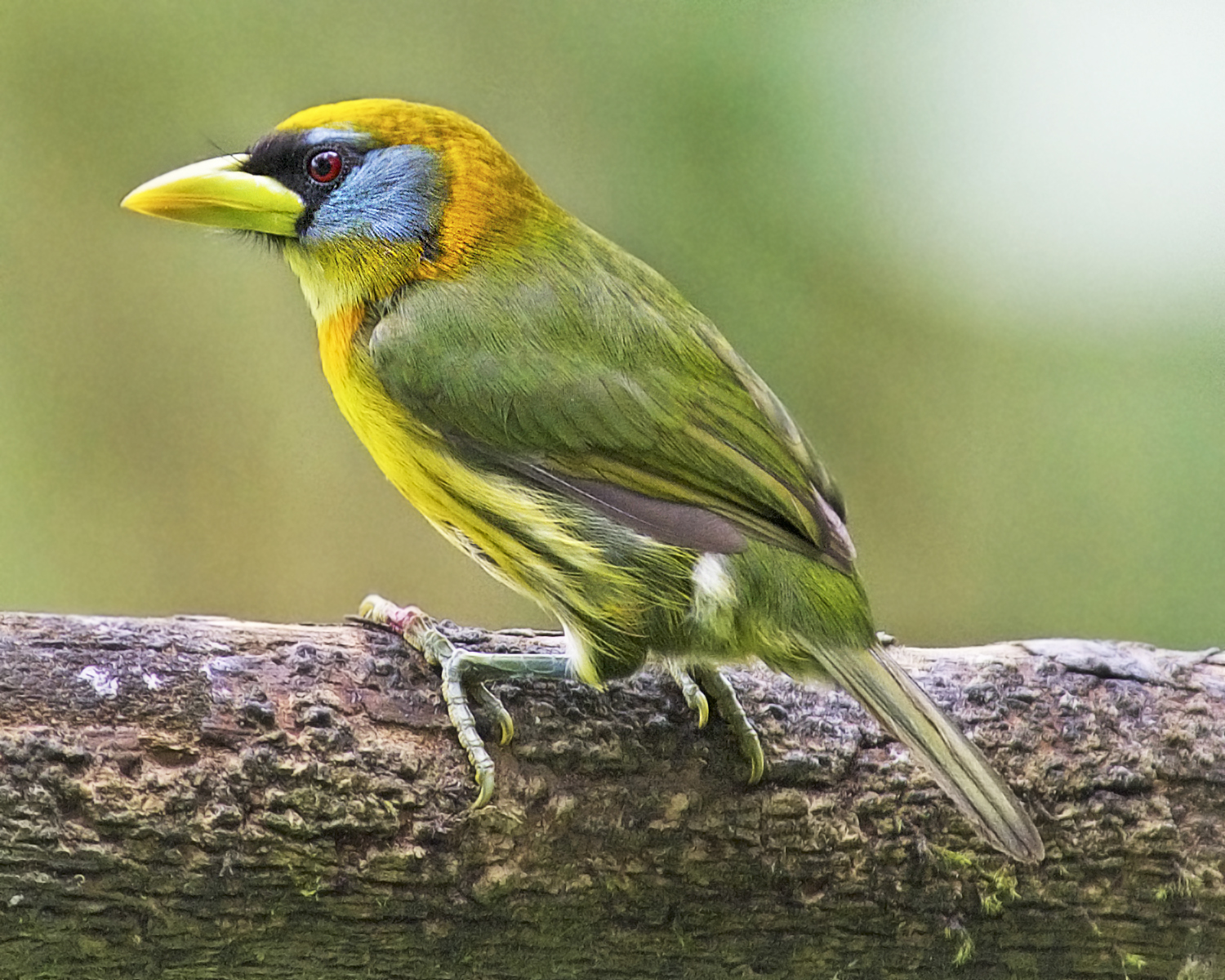
Samice

Vousák andský (Eubucco bourcierii) je pták z čeledi vousákovitých (Capitonidae), který žije v Latinské Americe.

## Popis
Dorůstá délky 15 cm a hmotnosti 35 g. Samec má červenou hlavu s černým pruhem, kdežto samice má hlavu oranžovou s modrými tvářemi. 

## Areál rozšíření
Žije ve Střední Americe od Kostariky přes Panamu a dále Jižní Amerikou přes Venezuelu, Kolumbii, Ekvádor a Peru. 

## Potrava
Potravu tvoří převážně banány a jiné ovoce, v malé míře i hmyz.

## Hnízdění
V Kostarice se rozmnožovací období pohybuje v období od března do června, v Kolumbii však v období od prosince do dubna. Hnízdí v dutinách stromů. Snůška se skládá ze dvou až pěti vajec s bílým povrchem. Na vejcích sedí oba rodiče. Rovněž o mláďata pečují oba rodiče, mláďata vylétají z hnízda po cca 31 dnech.